# روبرت سميث (سياسي كندي، مواليد 1819)
روبرت سميث هو فلاح وسياسي كندي، ولد في 11 أبريل 1819 في مقاطعة أرما في المملكة المتحدة، وتوفي في 19 سبتمبر 1900 في برامبتون في كندا. نشط حزبياً في الحزب الليبرالي الكندي. وقد انتخب عضو مجلس العموم الكندي عن دائرة Peel (federal electoral district) ‏ (12 أكتوبر 1872 – 17 سبتمبر 1878).